# (21515) Gavini
(21515) Gavini est un astéroïde de la ceinture principale d'astéroïdes.

## Description
(21515) Gavini est un astéroïde de la ceinture principale d'astéroïdes. Il fut découvert le 23 mai 1998 à Socorro (Nouveau-Mexique) par le projet LINEAR. Il présente une orbite caractérisée par un demi-grand axe de 2,70 UA, une excentricité de 0,15 et une inclinaison de 15,5° par rapport à l'écliptique.

## Compléments